# Prevetica
Prevetica (en serbe cyrillique : Преветица) est un village de Serbie situé dans la municipalité de Kuršumlija, district de Toplica. Au recensement de 2011, il comptait 12 habitants.

## Démographie
| 1948 | 1953 | 1961 | 1971 | 1981 | 1991 | 2002 | 2011 |
| ---- | ---- | ---- | ---- | ---- | ---- | ---- | ---- |
| 166  | 141  | 152  | 130  | 70   | 41   | 21   | 12   |

|  |